# Saison 3 de Covert Affairs
Chronologie
Saison 2 Saison 4
Cet article présente le guide des épisodes de la troisième saison de la série télévisée américaine Covert Affairs.

## Généralités
- Cette troisième saison[1] est composée de 16 épisodes.
- Tous les titres originaux sont des titres de chansons de David Bowie.

## Synopsis
Une jeune stagiaire polyglotte de la CIA, Annie Walker, est subitement promue. Alors qu'elle pense le devoir à ses capacités linguistiques, la véritable raison semble être pour la CIA d'attirer et de capturer Ben, l'homme qui lui a brisé le cœur et dont elle ignore tout. Pour l'aider dans ses nouvelles fonctions, elle est épaulée par August « Auggie » Anderson, un officier de la CIA ayant perdu la vue en Irak et de Jai Willcox, fils d'un ancien ponte de la CIA, mais si elle peut avoir confiance en Auggie en est-il de même pour Jai...

## Distribution de la saison

### Acteurs principaux
- Piper Perabo (VF : Adeline Moreau) : Anne-Catherine « Annie » Walker
- Christopher Gorham (VF : Jean-François Cros) : August « Auggie » Anderson
- Kari Matchett (VF : Juliette Degenne) : Joan Campbell, chef d'une division de la CIA
- Peter Gallagher (VF : Patrick Borg) : Arthur Campbell, mari et supérieur de Joan

### Acteurs récurrents et invités
- Anne Dudek (VF : Laura Blanc) : Danielle Brooks, sœur d'Annie (épisodes 1 à 9)
- Gregory Itzin (VF : Bernard Alane) : Henry Wilcox
- Oded Fehr (VF : Joël Zaffarano) : Eyal Lavin, agent du Mossad
- Richard Coyle (VF : Marc Saez) : Simon Fisher
- Sendhil Ramamurthy (VF : Stéphane Fourreau) : Jai Wilcox (épisode 1)
- Michael Therriault (en) (VF : Yann Peira) : Andrew Holland (épisode 1)
- Devin Kelley (VF : Barbara Tissier) : Parker Rowland (épisodes 3, 4 et 13)
- Noam Jenkins (VF : Bruno Choel) : Vincent Rossabi (épisode 4)
- Rena Sofer (VF : Sybille Tureau) : Geena (épisode 5)
- Dylan Taylor (en) (VF : William Coryn) : Eric Barber (épisodes 8, 9, 14 et 15)
- Daniella Alonso : Therapist[2] (épisodes 5 et 6)
- Sarah Clarke (VF : Rafaèle Moutier) : Lena Smith[3] (épisodes 1 à 11)
- Ana Claudia Talancón : Pilar Sastre[4] (épisode 2)
- Brendan Hines : Wade Moore[4] (épisode 3)
- Agnes Bruckner : Zarya Fischer[5] (épisodes 10 et 11)
- Tim Griffin (VF : Loïc Houdré) : Seth Newman[6] (épisodes 10 à 13)
- Haaz Sleiman (VF : Fabien Jacquelin) : Khalid Ansari (épisodes 13, 14 et 16)
- Michelle Nolden (VF : Danièle Douet) : Megan Carr (épisodes 13 à 15)

## Casting
En mars 2012, Rebecca Creskoff a initialement décroché le rôle de Lena Smith, mais a été remplacée deux semaines plus tard par Sarah Clarke à cause d'un conflit d'horaire.

## Épisodes

### Épisode 1:Terres de sable
- États-Unis : 10 juillet 2012 sur USA Network[8]
- Belgique : 18 juillet 2014 sur RTL-TVI
- France : sur HD1
- Québec : 27 août 2013 sur AddikTV

- États-Unis : 3,5 millions de téléspectateurs[9]

- Richard Coyle (Simon Fischer)
- Michael Therriault (Andrew Hollman)

### Épisode 2:À deux, c'est mieux
- États-Unis : 17 juillet 2012 sur USA Network
- Québec : 3 septembre 2013 sur AddikTV
- Belgique : 25 juillet 2014 sur RTL-TVI

- États-Unis : 3,22 millions de téléspectateurs[10]

- Richard Coyle (Simon Fischer)
- Ana Claudia Talancón (Milena Sastre)

Annie est rentrée de sa mission au Maroc. Elle transmet les informations prises à Fischer, mais elle trouve que ça a été trop facile. 

### Épisode 3:Voyage en mer Rouge
- États-Unis : 24 juillet 2012 sur USA Network
- Québec : 10 septembre 2013 sur AddikTV
- Belgique : 1er août 2014 sur RTL-TVI

- États-Unis : 3,74 millions de téléspectateurs[11]

- Devin Kelley (Parker Rowland)
- Julianne Nicholson (Anna Lise Pound)
- Brendan Hines  (Wade Moore)

### Épisode 4:Le Sel de la vie
- États-Unis : 31 juillet 2012 sur USA Network
- Québec : 17 septembre 2013 sur AddikTV
- Belgique : 1er août 2014 sur RTL-TVI

- États-Unis : 2,58 millions de téléspectateurs[12]

- Devin Kelley (Parker Rowland)
- Noam Jenkins (Vincent Rossabi)
- Sarah Clarke (Lena Smith)
- James Lafazanos (Mike O'Leary)

### Épisode 5:L'espionne qui l'aimait
- États-Unis : 14 août 2012 sur USA Network
- Québec : 24 septembre 2013 sur AddikTV
- Belgique : 8 août 2014 sur RTL-TVI

- États-Unis : 3,25 millions de téléspectateurs[13]

- Rena Sofer (Geena)
- Daniella Alonso (Thérapeute)
- Jonas Chernick (Isaac Reiss)

### Épisode 6:Le Roi et le Pion
- États-Unis : 21 août 2012 sur USA Network
- Québec : 1er octobre 2013 sur AddikTV
- Belgique : 8 août 2014 sur RTL-TVI

- États-Unis : 3,51 millions de téléspectateurs[14]

- Omid Abtahi (Sayid Al-Muqri)
- David Andrews (Steve Barr)
- Daniella Alonso (Thérapeute)
- Elias Zarou (A'Zam Halabi)
- Andrea Scott (Concierge)
- Terrence Balazo (Clerk)
- Gillian Anderson (Serveuse)

### Épisode 7:L'Échappée belle
- États-Unis : 28 août 2012 sur USA Network
- Québec : 8 octobre 2013 sur AddikTV
- Belgique : 15 août 2014 sur RTL-TVI

- États-Unis : 3,23 millions de téléspectateurs[15]

- Richard Coyle (Simon Fischer)
- Nestor Serrano (Hector Serrano)
- Greg Ellwand (Sénateur Paul Gottfried)
- Ruth Kearney (la femme du sénateur Gottfried)
- Lela Loren (Blanca Gonzalez)

### Épisode 8:L'étau se resserre
- États-Unis : 4 septembre 2012 sur USA Network
- Québec : 15 octobre 2013 sur AddikTV
- Belgique : 15 août 2014 sur RTL-TVI

- États-Unis : 3,44 millions de téléspectateurs[16]

- Sarah Clarke (Lena Smith)
- Richard Coyle (Simon Fischer)
- Gregory Itzin (Henry Wilcox)
- Patrick Stevenson (Léo Brower)

### Épisode 9:Une coupable idéale
- États-Unis : 11 septembre 2012 sur USA Network
- Québec : 22 octobre 2013 sur AddikTV
- Belgique : 22 août 2014 sur RTL-TVI

- États-Unis : 3,94 millions de téléspectateurs[17]

- Michael Murray (EMT)
- Colin Doyle (Leiber)
- Jim Annan (Bob Goodman)
- George Ghali (Abdul)
- Theresa Joy (Mora)

### Épisode 10:Agent double
- États-Unis : 18 septembre 2012 sur USA Network
- Québec : 29 octobre 2013 sur AddikTV
- Belgique : 22 août 2014 sur RTL-TVI

- États-Unis : 3,47 millions de téléspectateurs[18]

- David O'Hara (Dmitri Larionov)
- Agnes Bruckner (Zarya Fischer)
- Tim Griffin (Seth Newman)
- Vladimir Jon Cubrt (Sergei Mishkin)

### Épisode 11:Les Vrais Amis
- États-Unis : 16 octobre 2012 sur USA Network[19]
- Québec : 5 novembre 2013 sur AddikTV
- Belgique : 29 août 2014 sur RTL-TVI

- États-Unis : 2,76 millions de téléspectateurs[20]

- Agnes Bruckner (Zarya Fischer)
- Tim Griffin (Seth Newman)
- Goran Kostic (Alexei Vershinin)
- Craig Eldridge (Eric Braithwaite)

### Épisode 12:Triple jeu
- États-Unis : 23 octobre 2012 sur USA Network
- Québec : 12 novembre 2013 sur AddikTV
- Belgique : 29 août 2014 sur RTL-TVI

- États-Unis : 2,75 millions de téléspectateurs[21]

- Eric Trask (Gary)
- Tovah Feldshuh (Rivka Singer)
- Sarah Jurgens (Karina Vost)
- Bruno Verdoni (Griffin Cole)
- Monica Mustelier (Beth)

### Épisode 13:Cible prioritaire
- États-Unis : 30 octobre 2012 sur USA Network
- Québec : 19 novembre 2013 sur AddikTV
- Belgique : 5 septembre 2014 sur RTL-TVI

- États-Unis : 2,35 millions de téléspectateurs[23]

- Michelle Nolden (Megan Carr)
- Duane Murray (Kip Pastor)
- Philip Akin (Greg McCarthy)

### Épisode 14:Faux et usage de faux
- États-Unis : 6 novembre 2012 sur USA Network
- Québec : 26 novembre 2013 sur AddikTV
- Belgique : 5 septembre 2014 sur RTL-TVI

- États-Unis : 2,28 millions de téléspectateurs[24]

- Victoria Fodor (Midge)
- Jamie Elman (John Dexter)
- Laysla De Oliveira (Johanna Peeters)
- Billy MacLellan (Daniel Cole)

### Épisode 15:Le Piège
- États-Unis : 13 novembre 2012 sur USA Network
- Québec : 3 décembre 2013 sur AddikTV
- Belgique : 12 septembre 2014 sur RTL-TVI

- États-Unis : 2,45 millions de téléspectateurs[25]

- Erick Avari (Omar Ansari)
- Jocko Sims (Pete Downey)
- Michelle Nolden (Megan Carr)
- Dylan Taylor (Eric Barber)
- Victoria Fodor (Midge)
- Rod Wilson (Major Wylde)
- Zoe Doyle (Linda)

### Épisode 16:Chimère
- États-Unis : 20 novembre 2012 sur USA Network
- Québec : 10 décembre 2013 sur AddikTV
- Belgique : 12 septembre 2014 sur RTL-TVI

- États-Unis : 2,47 millions de téléspectateurs[26]

- Haaz Sleiman (Khalid Ansari)
- Monica Mustelier (Beth)
- Robin Wilcock (Bob Breiding)
- Sarah Michelle Brown (infirmière)
- Seann Gallagher (Joost)
- Alexandra Dahlström (Carlijn)